# Jacques Chouillet
Jacques Chouillet   (* 13. April 1915 in Vincennes; † 19. Februar 1990 in Paris) war ein französischer Romanist und Literaturwissenschaftler.

## Leben und Werk
Chouillet trat 1935 in die École normale supérieure ein, bestand die Agrégation de lettres classiques und unterrichtete in Marokko, damals französisches Protektorat. Während des Zweiten Weltkriegs war er lange in deutscher Gefangenschaft. Nach dem Krieg war er zuerst Assistent an der Universität Caen. Er habilitierte sich 1972 an der Universität Paris IV mit La formation des idées esthétiques de Diderot 1745-1763 (Paris 1973) und wurde 1977 Professor an der Universität Paris III (Sorbonne Nouvelle), später auch ihr Präsident. 1985 gründete er die Société Diderot und deren Zeitschrift Recherches sur Diderot et sur l’Encyclopédie.

## Weitere Werke
- Descartes et le problème de l’origine des langages au XVIIIe siècle, 'Dix-huitième siècle', 4, 1972, S. 39–60
- L’esthétique des Lumières, Paris 1974
- Diderot, Paris 1977
- (Hrsg. mit Anne-Marie Chouillet) Diderot, Oeuvres complètes X, Fiction II, Le drame bourgeois,  Paris 1982
- (Hrsg.) Diderot, Le Neveu de Rameau. Satire seconde,  Paris 1982
- (Hrsg. mit Anne-Marie Chouillet) Diderot, La religieuse, Paris 1983, 1986
- (Hrsg. mit Anne-Marie Chouillet) Diderot, Jacques le fataliste, Paris 1983, 1991
- Diderot. Poète de l’énergie, Paris 1984
- (Hrsg. mit Gita May) Diderot, [Salons] [I], Essais sur la peinture.  Salons de 1759, 1761, 1763, Paris 1984, 2007 (Diderot, Œuvres complètes)
- (Hrsg. mit Anne-Marie Chouillet) Traitements informatiques de textes du 18ème siècle : actes de la Table ronde, VIe Congrès international des Lumières (Bruxelles, 24-31 juillet 1983), Paris 1984
- (Hrsg. mit Anne-Marie Chouillet) Diderot, Le Rêve de d’Alembert et autres écrits philosophiques, Paris 1984
- (Hrsg. mit Anne-Marie Chouillet) Diderot, Le neveu de Rameau; Satires, contes et entretiens, Paris 1984 1986, 1991, 1992
- Denis Diderot–Sophie Volland. Un dialogue à une voix, Genf/Paris 1986